# 稲荷塚古墳 (嵐山町)

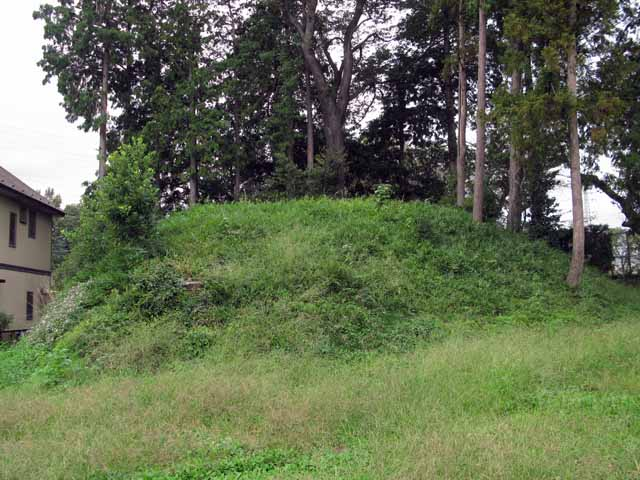
稲荷塚古墳（2013年10月）

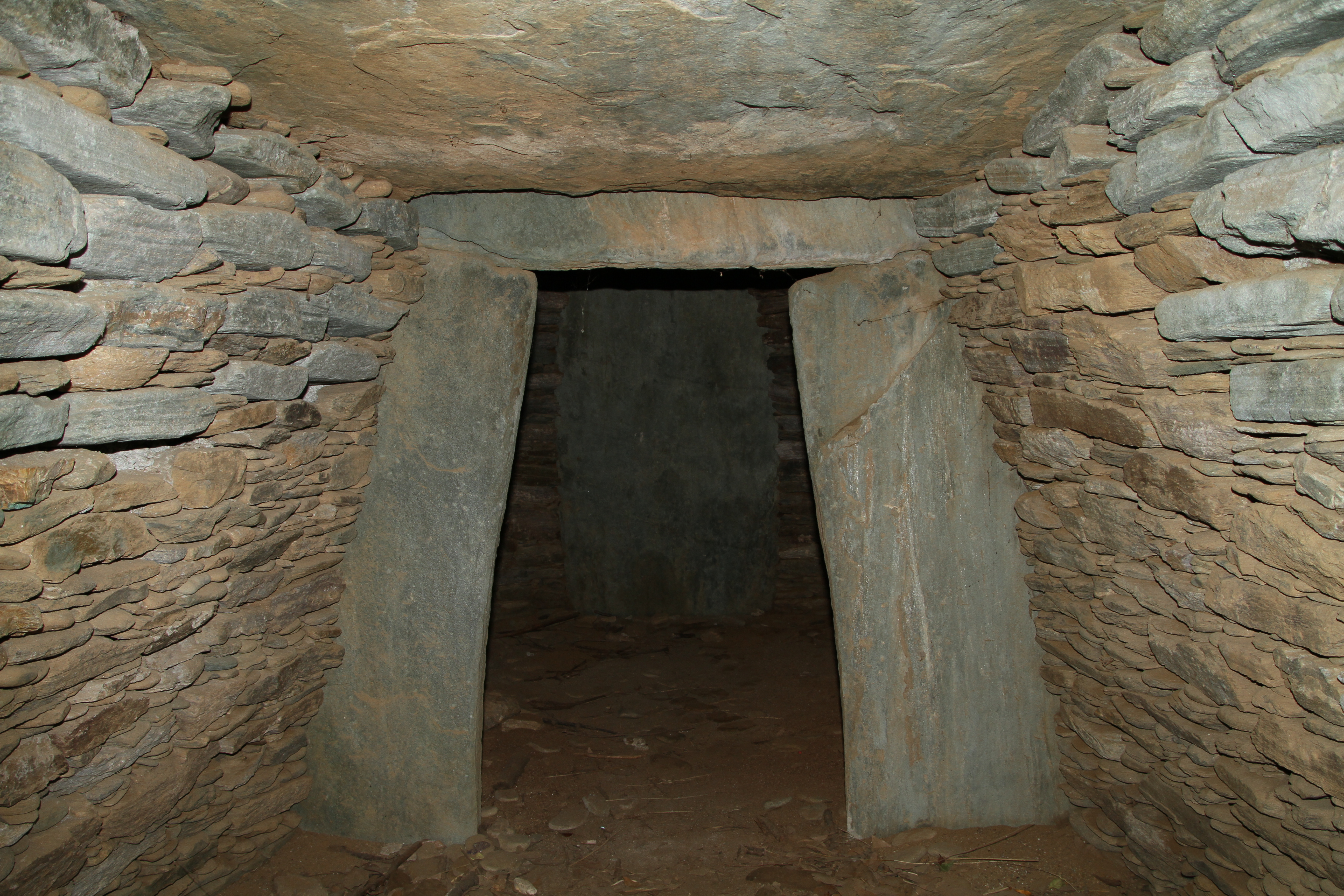
横穴式石室の内部

稲荷塚古墳（いなりづかこふん）は、埼玉県嵐山町にある古墳。
現状で径20メートル・高さ3メートルの円墳である。墳丘の南側が崩され、横穴式石室が開口している。この石室は緑泥片岩の割石を小口積みに積み上げた、胴張りのある両袖型横穴式石室で、江戸天明年間(1781年 - 1789年)の時点ですでに開口していた。また昭和初期には人が住んでいたようである。
1961年(昭和36年)10月1日付けで町指定史跡に指定され保存されている。
1989年(平成元年)、史跡整備の一環として、半ば埋没していた玄室前面を発掘したところ、玄室より胴張りの緩やかな前室が発見され、破損部分の修理が行われた。また1990年(平成2年)の発掘調査では周溝と葺き石が確認されている。埴輪などの遺物は確認されていない。